# Jiri Valek
Jiri Valek (født 28. maj 1923 i Prag, Tjekkiet - død 6. oktober 2005) var en tjekkisk komponist, professor og historiker.
Valek studerede på Prags Musikkonservatorium. Han har skrevet 20 symfonier, orkesterværker, koncerter for mange instrumenter, klaverstykker, kammermusik etc.
Han var professor i komposition på Prags musikkonservatorium, og var direktør og hovedproducent på det tjekkiske pladeselskab Supraphon, samt i ledelsen på pladeselskabet Panton som udgav mange værker af Tjekkiets, Slovakiets og Bulgariens fremmeste komponister.
Valek efterlod sig en enorm produktion af værker, hvoraf mange af symfonierne, som nok er hans hovedværker, er indpillet på vinylplade.

## Udvalgte værker
- Symfoni nr. 1 År 1948 (1948) - for trompet, klaver og stort orkester
- Symfoni nr. 2 Klassisk symfoni (1957) -  for kammerorkester
- Symfoni nr. 3 Romantisk (dedikeret til mindet om Stanislav Kostka Neumann) (1957-1963) - for sopran, tenor og orkester
- Symfoni nr. 4 Dialoger med en indre stemme (1964-1965) - for mezzosopran, baryton, træblæsere, klaver og slagtøj (tekst af William Shakespeare)
- Symfoni nr. 5 Guernica (1968) - for stort orkester
- Symfoni nr. 6 Opstrammende (1969) - for fløjte, klaver slagtøj og kammerorkester
- Symfoni nr. 7 "Pompejanske Fresker" (1970) - for klaver, slagtøj og kammerorkester
- Symfoni nr. 8 Her er de (1971) - for sopran og stort orkester
- Symfoni nr. 9 Renaissance (1971) - for violin, bratsch, cello og strygerorkester
- Symfoni nr. l0 Barok (1973) - for violin, klaver og orkester
- Symfoni nr. 11 Revolutionerende (1974) - for violin, bratsch, klaver, trækblæserkvintet og stort orkester
- Symfoni nr. 12 Shakespeare (symfoni-koncert) (1975) -  for violin, bratsch og stort orkester
- Symfoni nr. 13 Gotisk  (1978) - for blandet kor og stort orkester
- Symfoni nr. 14 Triumfal (1983) - for to klaverer og stort orkester
- Symfoni nr. 15 Sarkastisk (symfonisk-oratorium) (1986) - for baryton, bas, kvindekor og orkester
- Symfoni nr. l6 Niece(1987) for bas, baryton og stort orkester (inspireret af den gamle egyptiske kultur)
- Symfoni nr. 17 Hradcanska  (1992) (symfoni-opera) for 9 solister, 2 blandede kor og orkester
- Symfoni nr. 18  Alternativ (1999) -  for baryton, børnekor og kammerorkester
- Symfoni nr. 19 Drømmenes have (2003) - for mezzosopran, baryton og kammerorkester
- Symfoni nr. 20 (2004) - for orkester
- Sinfonietta (1945) - for stort orkester
- Klaverkoncert Heroisk (1977) - for klaver og orkester
- Marimbakoncert Festlig (1975) - for marimba og orkester